# Szwajcaria na Letnich Igrzyskach Olimpijskich 1968
Szwajcarię na Letnich Igrzyskach Olimpijskich 1968 reprezentowało 151 zawodników, 122 mężczyzn i 29 kobiety. Reprezentacja zdobyła pięć medali: jeden srebrny i cztery brązowe, co dało jej 33. miejsce w klasyfikacji.

## Medale
| Medal  | Zawodnik                                                                | Dyscyplina  | Konkurencja                  |
| ------ | ----------------------------------------------------------------------- | ----------- | ---------------------------- |
| Srebro | Bernhard Dunand, Louis Noverraz, Marcel Stern                           | Żeglarstwo  | Klasa 5,5 m                  |
| Brąz   | Henri Chammartin, Gustav Fischer, Marianne Gossweiler                   | Jeździectwo | Ujeżdżenie drużynowo         |
| Brąz   | Xaver Kurmann                                                           | Kolarstwo   | Indywidualnie na dochodzenie |
| Brąz   | Kurt Müller                                                             | Strzelectwo |                              |
| Brąz   | Peter Bolliger, Gottlieb Fröhlich, Jakob Grob, Denis Oswald, Hugo Waser | Wioślarstwo | Czwórka bez sternika         |